# Bloqueio de anúncios

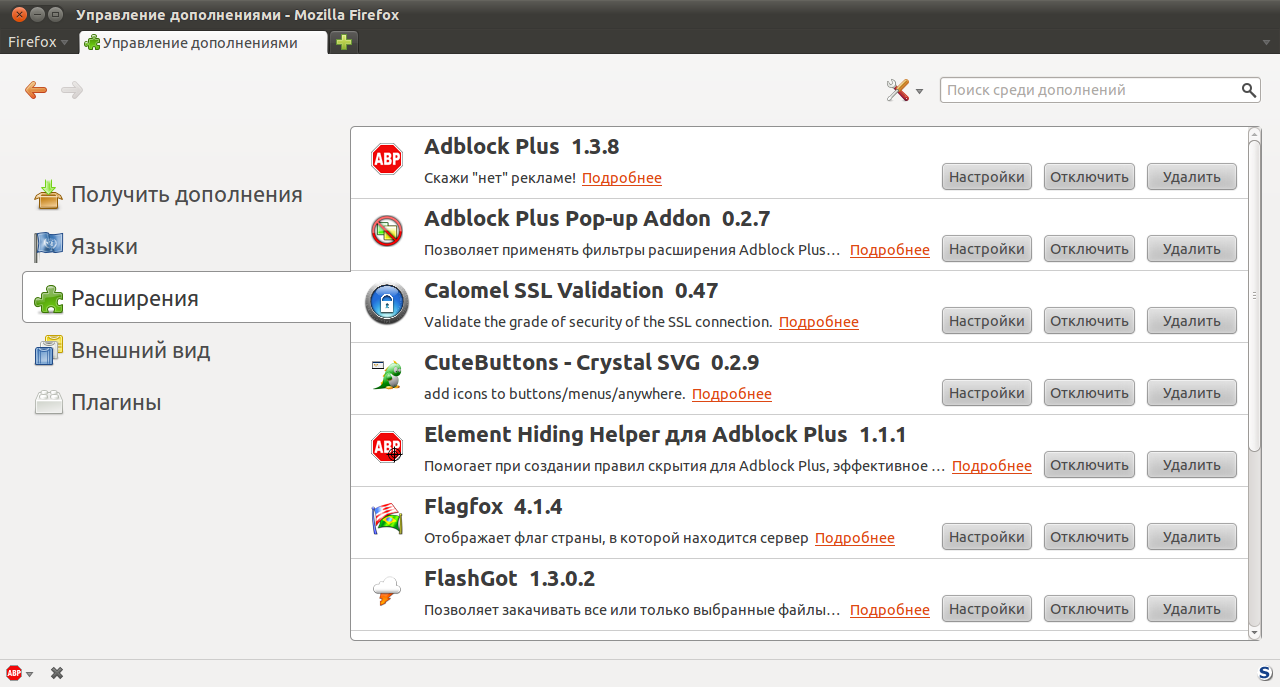
Ilustração com um dos sistemas para bloqueio de anúncios no navegador Firefox.

Bloqueio de anúncios são sistemas que bloqueiam aquelas janelas que criam durante uma visita de uma página na internet, geralmente estas janelas são anúncios de produtos e se chamam "Pop-up".

## Benefícios
O uso de bloqueadores de anúncios pode trazer vários benefícios aos utilizadores, como menos distrações, privacidade e poupança de energia.